# Министерство горнодобывающей промышленности Индии
Министерство горнодобывающей промышленности Индии отвечает за разработку и администрирование норм, правили законов, касающихся горнорудных месторождений Индии, за исследование и изучение всех полезных ископаемых (за исключением природного газа и нефти) горной промышленности и цветных металлов, таких как алюминий, медь, цинк, свинец, золото, никель и т. д., и для администрацией шахт по добыче минералов, кроме угля и лигнита.